# Каратурик
Каратури́к (каз. Қаратұрық) — село у складі Єнбекшиказахського району Алматинської області Казахстану. Адміністративний центр Каратурицького сільського округу.
Населення — 3755 осіб (2021; 3565 у 2009, 2708 у 1999, 2550 у 1989).